# Braunlauf (ruisseau)
Pour les articles homonymes, voir Braunlauf.
La Braunlauf est un ruisseau de Belgique, affluent de l'Our faisant partie du bassin versant du Rhin.